# Hiromitsu Agatsuma
Hiromitsu Agatsuma (Hitachi, 27 de Julho de 1973) é um músico japonês que toca shamisen, um típico instrumento de cordas japonês. Sua música é influenciada pelo estilo Tsugaru-jamisen e outras músicas tradicionais do resto do mundo.

## Carreira
Em 1987, com apenas 14 anos, venceu o Campeonato Nacional de shamisen.
Nos anos 90 ele tocou seu instrumento na banda de rock Musahi. 
Em 2001, gravou seu primeiro disco solo (Agatsuma), com o qual ganhou o conceituado Japan Gold Disc Award (categoria:Traditional Japanese Music Album of the Year).
Em 2002, lançou o álbum "Beams", que, em 2003, tornou-se o primeiro Cd do estilo Tsugaru-jamisen a ser lançado nos EUA.
Em 2006, com o álbum En ganhou novamente o Japan Gold Disc Award (categoria: Traditional Japanese Music Album of the Year)
Em 2008, participou das festividades em comemoração aos 100 anos de imigração japonesa no Brasil.

## Discografia
- 2001 — Agatsuma
- 2002 — Beams (Agatsuma 2)
- 2002 — New Asia
- 2002 — KoKoRo-Dozen Hearts
- 2003 — Classics (Agatsuma 3)
- 2003 — New Asia II
- 2004 — Beyond
- 2005 — Eien no Uta- Eternal Songs
- 2006 — En
- 2007 — Soufuu
- 2008 — Agatsuma Plays Standards
- 2010 - "The Best of"
- 2010 - "Jukki"
- 2012 - "Kusabi"